# Chiesa di Santa Barbara (Paternò)
La chiesa Santuario di Santa Barbara è una chiesa di Paternò, dedicata al culto di santa Barbara, patrona della città.
È sede dell'omonima parrocchia, che appartiene all'arcidiocesi di Catania.

## Storia

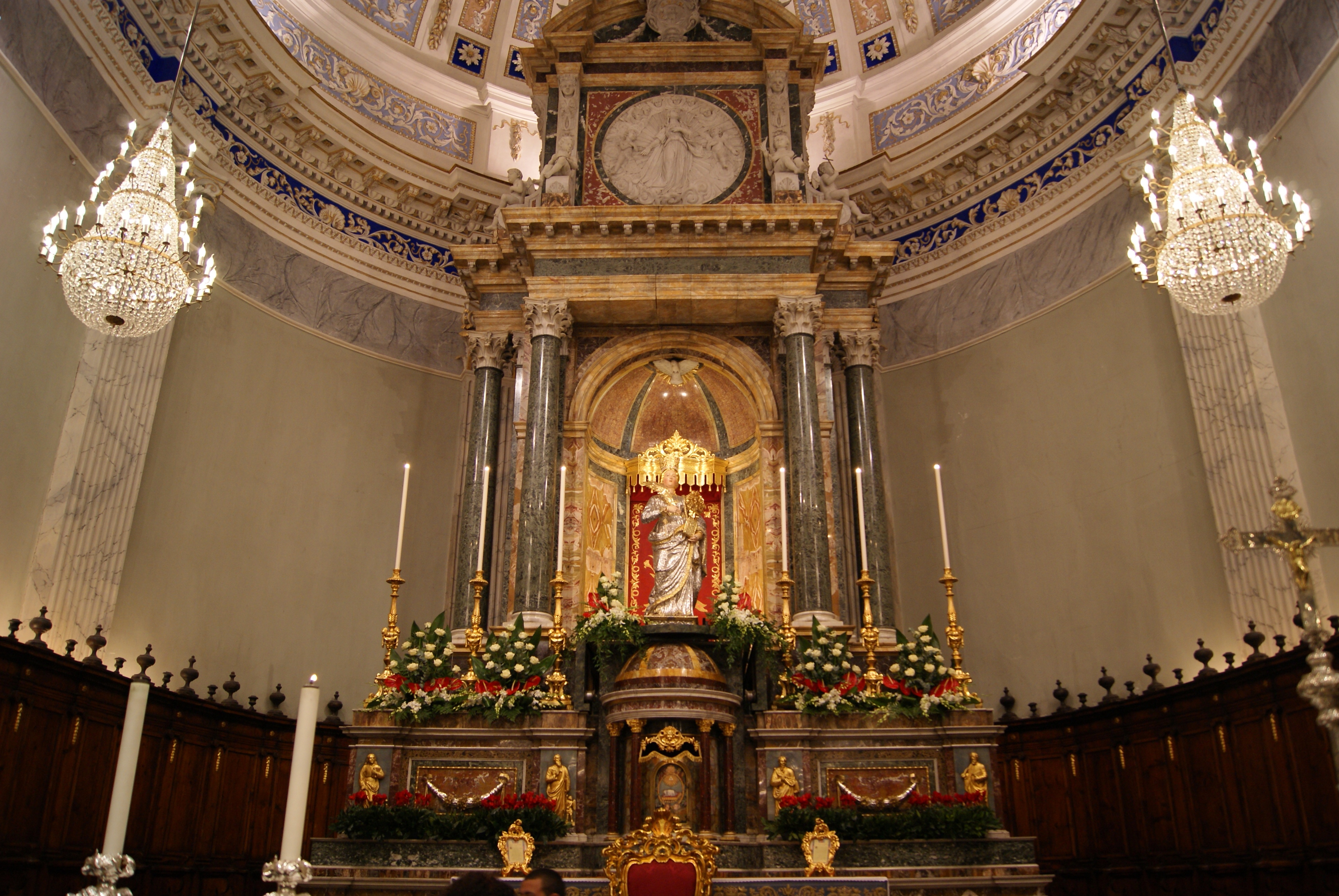
L'altare maggiore del 1872 con il simulacro di Santa Barbara

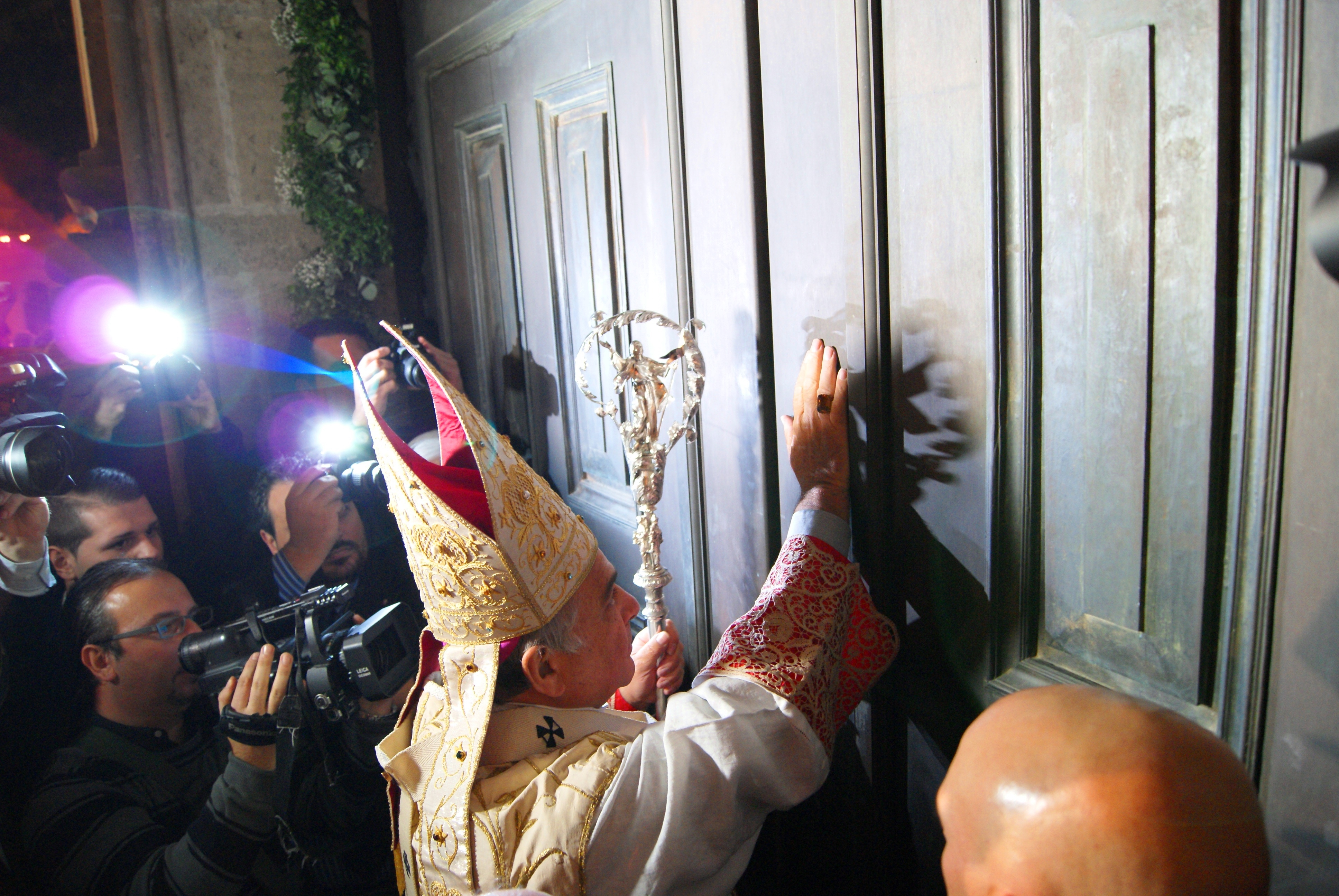
Monsignor Salvatore Gristina riapre solennemente le porte del restaurato tempio di Santa Barbara

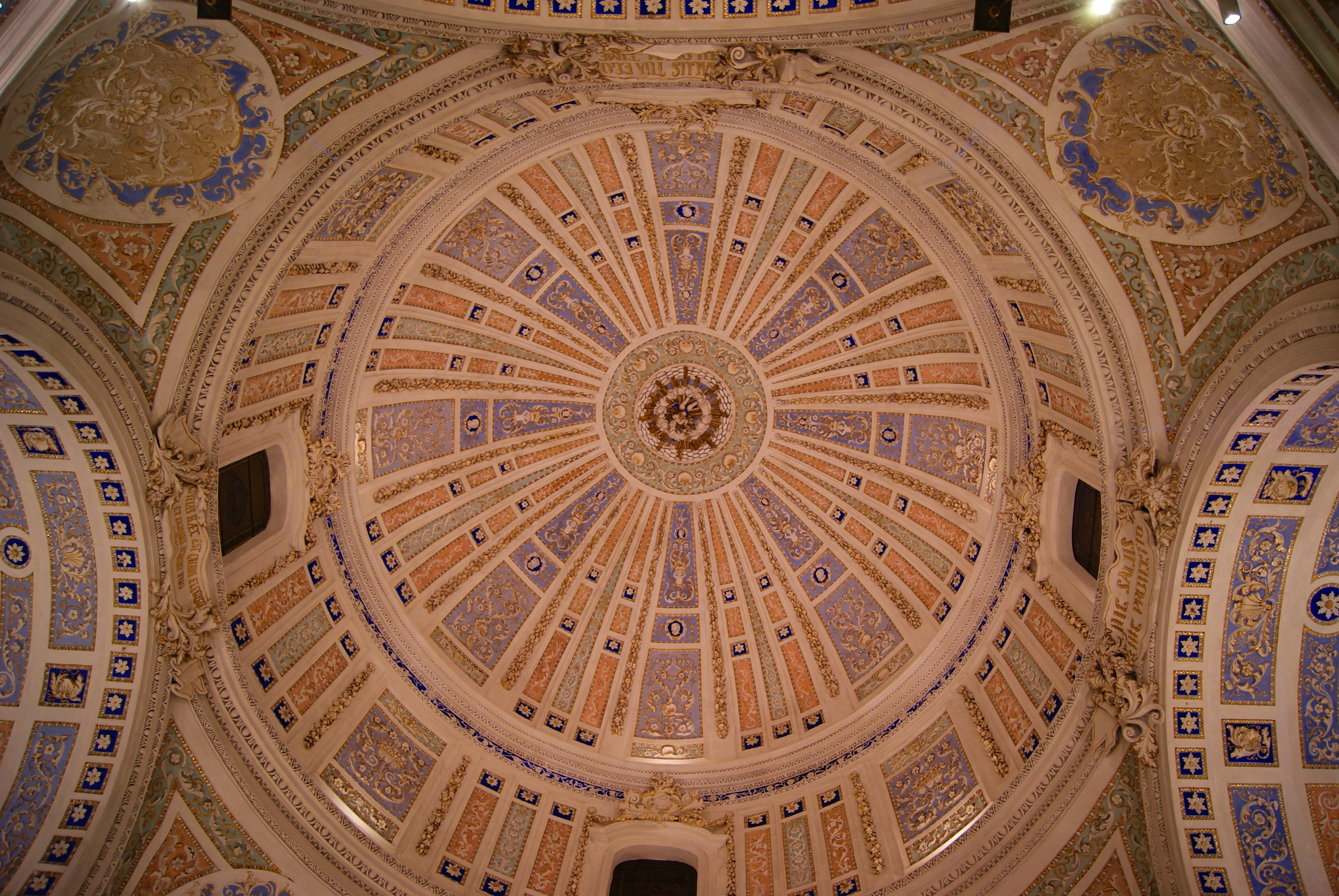
La cupola decorata agli inizi dell'Ottocento con stucchi policromi

Nel 1576 Santa Barbara fu proclamata patrona della città, in quanto i paternesi ritennero che avesse debellato la peste di quell'anno. Il culto della Santa inizialmente si era svolto nella chiesa della Madonna dell'Itria dei cavalieri teutonici, ma nel 1583 l'università paternese acquistò
un oratorio dedicato a santa Maria Maddalena, che apparteneva al monastero di Santa Maria della Valle di Josaphat e il culto venne in esso trasferito.
Nel 1669 il vescovo Michelangelo Bonadies la elevò a parrocchia, come filiale della chiesa madre di Santa Maria dell'Alto.
L'attuale edificio si deve probabilmente a un progetto settecentesco, che ha inglobato sul fianco destro il più antico oratorio, oggi sala parrocchiale.
Nel 1781, come attesta un cartiglio nel timpano dell'ingresso principale, fu innalzata la facciata.
Fu danneggiato dal terremoto di Messina del 1908 e successivamente restaurato.
La vigilia di Natale del 2008 è crollato un fregio della cupola della chiesa: il 26 dicembre l'edificio è stato dichiarato inagibile e chiuso al pubblico. Dopo cinque anni di lavori, la chiesa è stata riaperta il 17 novembre del 2013 dall'arcivescovo Salvatore Gristina.
L’8 dicembre 2024, solennità dell’Immacolata Concezione, la chiesa è stata eretta a Santuario Diocesano di Santa Barbara dall’arcivescovo di Catania Luigi Renna.

## Descrizione

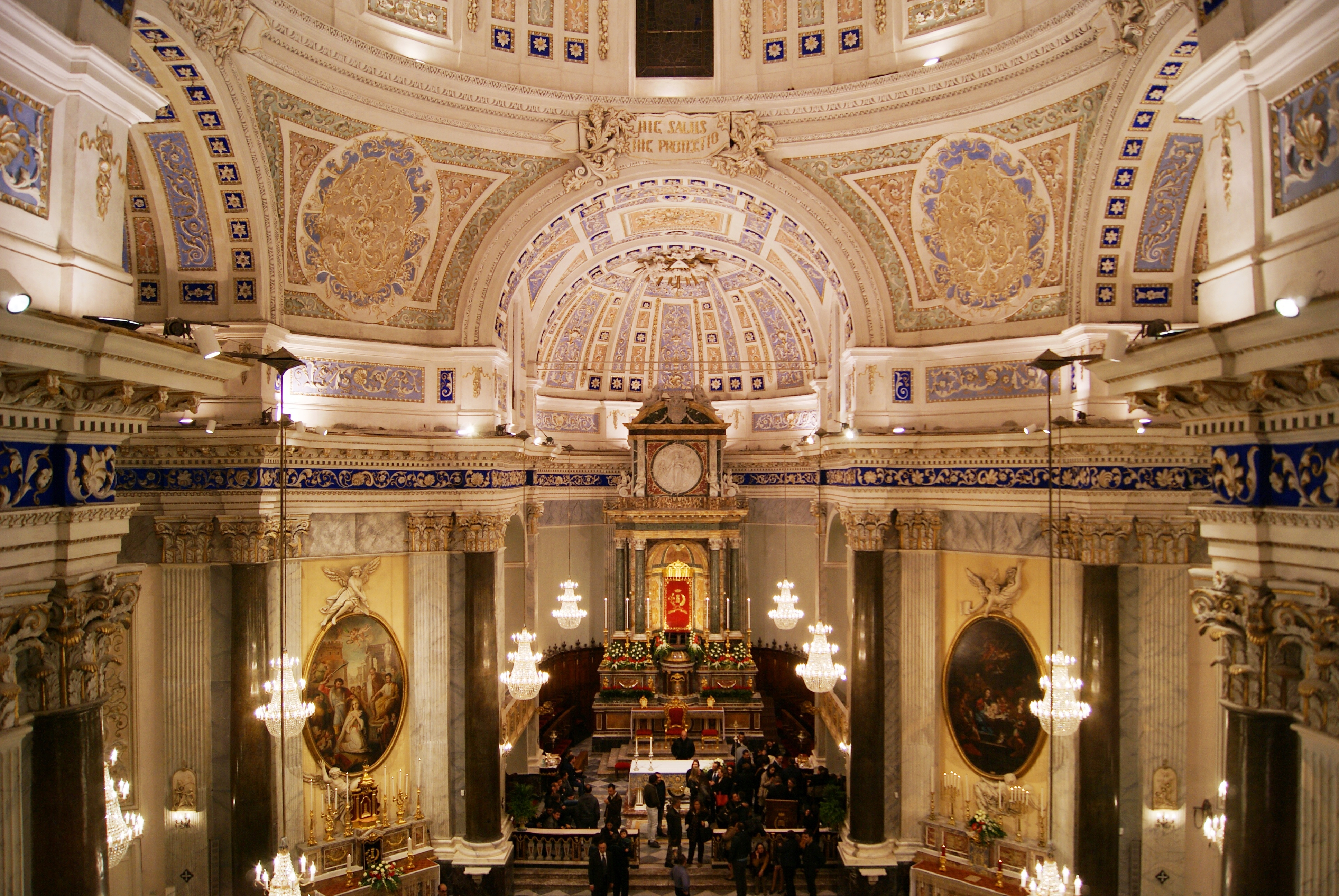
Interno della chiesa di Santa Barbara in occasione della sua riapertura il 17 novembre 2013

La facciata è stata realizzata verso la fine del Settecento in stile neoclassico, con elementi baroccheggianti. Un grande ordine di lesene ioniche inquadra il portale centrale, sormontato da una grande nicchia con la statua di Santa Barbara degli inizi del Novecento, e i portali laterali, sormontati da finestre. Un secondo ordine di lesene ioniche si eleva solo nella parte centrale, raccordato con vele ai lati: al centro inquadra una loggia a due arcate, che funge da campanile coronata da un frontone; ai lati oltre le vele sono le statue dei Santi Pietro e Paolo. Le tre statue della facciata sono opera di Mario Moschetti del 1911.
I tre portali hanno porte in bronzo con Scene della vita di Santa Barbara. La loggia al piano superiore ospita 13 campane in bronzo, che suonano in concerto in particolare in occasione delle festività patronali.
All'interno la pianta è costituita da un ottagono (pianta centrale), coperto da una grande cupola alta quasi 40 m, intersecato da una croce greca maggiormente sviluppata in senso longitudinale.
Nel presbiterio si trova l'altare maggiore del 1872, in marmo. Al centro presenta una nicchia chiusa da una porta che custodisce la statua di Santa Barbara del 1745, in argento con attributi in oro. Sotto la mensa, uno scrigno-reliquiario in argento cesellato custodisce le reliquie della santa. Ai lati sono ospitate due tele con il Miracolo della peste e con il Miracolo della lava.
Nelle esedre laterali si trovano da un lato un grande confessionale ligneo settecentesco e dall'altro il fonte battesimale.
I lati obliqui dell'ottagono hanno quattro altari secondari con dipinti: a sinistra la Madonna Immacolata, e Santa Barbara, entrambi opere di A.Attinà del 1876 e 1877, e a destra un'Adorazione dei Magi sempre di Attinà, una settecentesca tela del Crocifisso con ai piedi la Maddalena di Alessandro Vasta, e una Natività con influssi di stile caravaggesco. Il primo altare di sinistra accoglie la statua della Madonna del sacro Cuore di Gesù, all'interno di una cornice di angeli e nuvole.
Nella controfacciata trova posto l'organo del 1901, coperto da una cassa in legno intagliato e ospitato da una cantoria sorretta da un balcone.
Una decorazione ottocentesca a stucco policroma in colori pastello riveste gran parte delle pareti e la cupola.
Da una porta sul lato destro del presbiterio si accede alla grande sacrestia con mobilio ligneo settecentesco recentemente restaurato e con pavimento in pietra lavica ceramicata, dai colori azzurro e roseo, che reca al centro gli stemmi della parrocchia e della santa patrona. Sulla volta un affresco raffigura Santa Barbara in gloria.
La chiesa conserva inoltre reliquie di Santa Barbara in uno scrigno in argento, il fercolo in argento cesellato che esce in processione nei giorni 4-5 dicembre e i ceri (portaceri) in legno dorato e intagliato.